# Білополе (гміна)
Гміна Білополе (пол. Gmina Białopole) — сільська гміна у східній Польщі. Належить до Холмського повіту Люблінського воєводства.
Станом на 31 грудня 2011 у гміні жило 3194 особи.

## Площа
Згідно з даними за 2007 рік площа гміни становила 103.57 км², у тому числі:
- орні землі: 60.00 %
- ліси: 35.00 %

Отже площа гміни становить 5.82 % площі повіту.

## Населення
Станом на 31 грудня 2011:
| Опис     | Загалом | Загалом | Чоловіки | Чоловіки | Жінки | Жінки |
| -------- | ------- | ------- | -------- | -------- | ----- | ----- |
| одиниця  | осіб    | %       | осіб     | %        | осіб  | %     |
| все      | 3194    | 100     | 1606     | 50.28    | 1588  | 49.72 |
| міське   | 0       | 100     | 0        |          | 0     |       |
| сільське | 3194    | 100     | 1606     | 50.28    | 1588  | 49.72 |

## Сусідні гміни
Гміна Білополе межує з такими гмінами: Войславичі, Городло, Грубешів, Дубенка, Жмудь, Ухані.

## Історія
Гміна (волость) Білополе (у XIX ст. гмінний центр був у Стрільцях) утворена в 1867 р. у складі Грубешівського повіту Люблінської губернії Російської імперії.
За переписом 1905 р. у волості було 16284½ десятин землі і 9772 житці (67,1 % православних і 24,6 % римо-католиків).
У 1909 р. тут жило 9,5 тис. осіб, у тому числі 66,2 % православних і 24,6 % римо-католиків (за даними Варшавського статистичного комітету).
У 1912 р. волость разом з повітом перейшла до Холмської губернії.
У 1915 р. перед наступом німецьких військ російська армія спалила українські села, а більшість українців вивезли вглиб Російської імперії, звідки повертались уже після війни. Поляків же не вивозили. В 1919 р. після окупації Польщею Холмщини гміну в складі повіту долучено до Люблінського воєводства Польської республіки.
Гміну з Грубешівського повіту у 1975 р. долучено до Холмського воєводства.

## Відомі житці
У Білопіллі народився (1940) вчений анатом, педагог, Заслужений діяч науки і техніки УРСР, доктор медичних наук, професор Тернопільського медичного університету ім. І. Я. Горбачевського Ярослав Іванович Федонюк.
У селі Стрільці, що входить до гміни, народилися:
- Юрій Лукащук (1900—1966) — комендант Української Народної Самооборони Холмщини у 1943—1944 рр.
- Йосип Струцюк — письменник, який живе нині в Луцьку.